# 캐롤라이나 (영화)
캐롤라이나(Carolina)는 독일에서 제작된 마를렌 고리스 감독의 2003년 멜로/로맨스, 코미디 영화이다. 줄리아 스타일스 등이 주연으로 출연하였고 캐럴 바움 등이 제작에 참여하였다.

## 출연

### 주연
- 줄리아 스타일스
- 셜리 맥클레인

### 조연
- 알렉산드로 니볼라
- 랜디 퀘이드
- 에드워드 아테톤
- 아즈라 스카이
- 미카 부렘
- 제니퍼 쿨리지
- 앨런 시크
- 존 카포디스
- 리사 셔리단
- 엠바이어 칠더스
- 데이비 체이스
- 로리 존슨
- 마이클 파네스
- 드와이트 암스트롱
- 스티브 오코너
- 다니엘 레이몬트
- 로라 포드
- 오드리 워실스키
- 스티븐 핵
- 안나 오티즈
- 빈스 로자노
- 짐 글리슨
- 로버트 코스탄조
- 크리스토퍼 브렉맨
- 존 헨리 휘테커
- 조쉬 워터스
- 필립 파벨
- 케이트 플래너리
- 룩 하리
- 잭 맥기
- 발레리 로스
- J.E. 프리맨
- 사라 반 혼
- 캐롤라인 워커
- 데니스 하워드
- 사라 브룩
- 그레고리 스톰
- 존 D. 킴
- 마리오 조이너
- 라이언 스콧 그린
- 베레나 메이
- 라리사 보드리
- 커트 클렌드닌
- 바바라 에덴
- 브라이언 리드 가빈
- 체린 쉐퍼

## 제작진
- 프로듀서: 사라 자일스
- 공동제작: 마이클 보그
- 공동제작: 마이클 클로위터
- 협력프로듀서: 케빈 비사다
- 협력프로듀서: 스티븐 케이
- 조감독: 매튜 J. 클락
- 조감독: 안톤 크로퍼
- 미술: 애론 오스본
- 세트: 앤드리아 매 펜턴
- 의상: 수잔 맥케이브
- 의상: 세실 K. 메릿 주니어
- 분장부문: 제니스 클락
- 분장부문: 릴리 S. 프리어슨
- 분장부문: 킴벌리 그린
- 분장부문: 로리 맥코이-벨
- 배역: 케리 바든
- 배역: 빌리 홉킨스
- 배역: 낸시 네이어
- 배역: 수잔느 스미스
- 프로덕션매니저: 마이클 보그